# Pakistanska muslimska förbundet – N
Pakistanska muslimska förbundet – N (Urdu: پاکستان مسلم لیگ ن) är ett politiskt parti i Pakistan med rötter i Pakistanska muslimska förbundet, som splittrades i en rad partier med samma namn. För att skilja dessa åt lade man till en bokstav efter namnet. Bokstaven "N" lades 1993 till efter partinamnet, efter partiledaren och förre premiärministern Nawaz Sharif. Partisymbol är en tiger.
2001 hoppade en grupp partimedlemmar av och bildade Pakistanska muslimska förbundet – Q.
I parlamentsvalet den 18 februari 2008 erövrade Sharifs parti minst 66 mandat. Man inledde därefter regeringsförhandlingar med Pakistanska folkpartiet.